# Ivana Karbanová
Ivana Karbanová (née le 17 août 1944) est une actrice tchécoslovaque ayant joué dans des films de la Nouvelle Vague tchécoslovaque.

## Filmographie
- 1966 : Les Petites Marguerites de Věra Chytilová
- 1966 : Les Martyrs de l'amour de Jan Němec
- 1966 : Flám de Miroslav Hubáček
- 1967 : Svatba jako řemen de Jiří Krejčík
- 1967 : Zmluva s diablom de Jozef Zachar
- 1967 : Pension pour célibataires de Jiří Krejčík